# Équipe de Norvège de hockey sur glace
Cet article traite de l'équipe masculine. Pour l'équipe féminine, voir Équipe de Norvège féminine de hockey sur glace.
L'équipe de Norvège de hockey sur glace représente la sélection nationale de Norvège regroupant les meilleurs joueurs de hockey sur glace lors des compétitions internationales. L'équipe est sous la tutelle de la Fédération norvégienne de hockey sur glace (Norges Ishockeyforbund). 
La meilleure performance de l'équipe en compétition internationale fut en 1951, avec une 4e place au Championnat du monde.

## Effectif

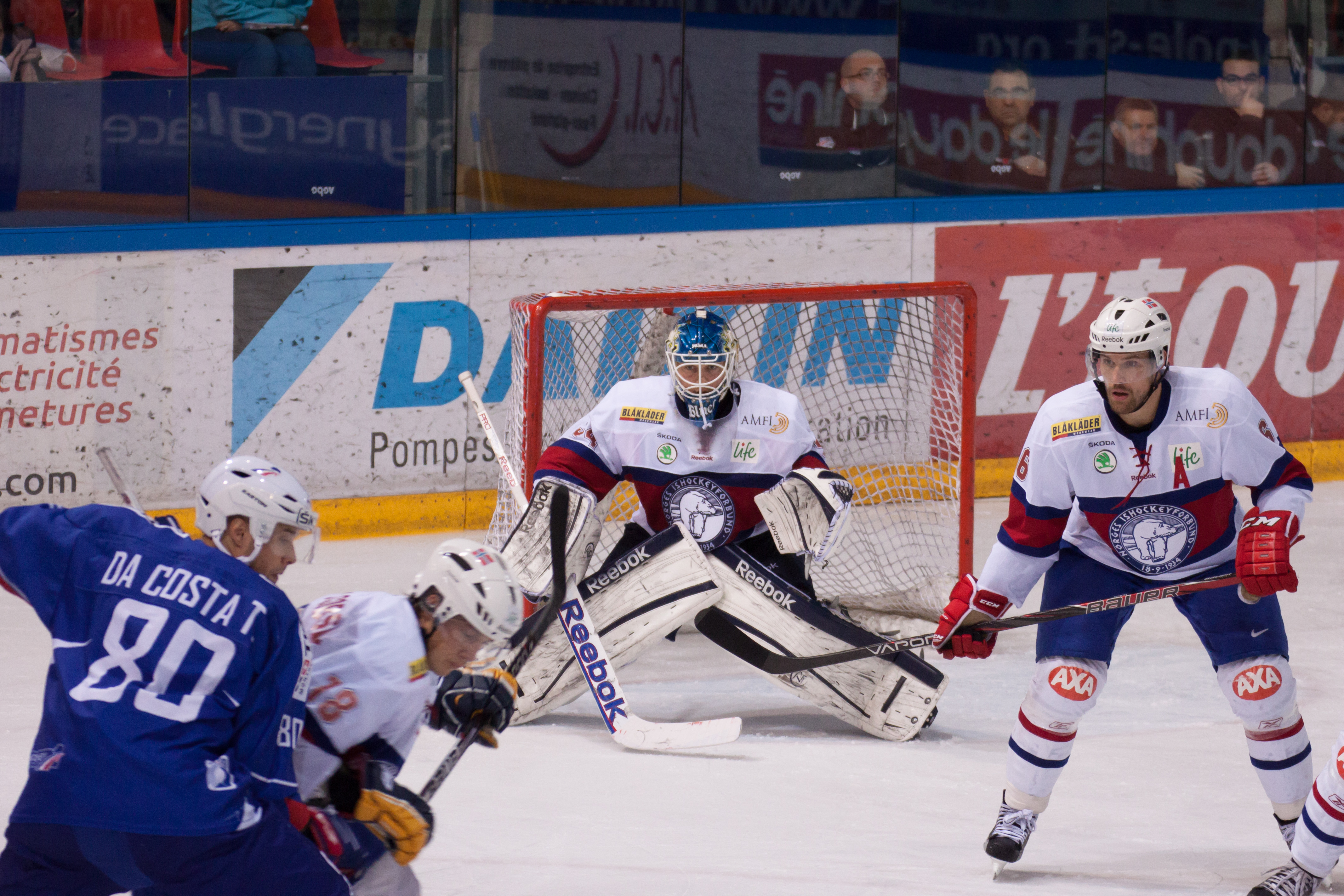
L'équipe de Norvège face à la France à la Patinoire Pôle Sud en 2013.

| No    | Nom                          | Position       | Club                    |
| ----- | ---------------------------- | -------------- | ----------------------- |
| +002, | Isak Hansen                  | Défenseur      | Vimmerby HC             |
| +005, | Jonas Nyhus Myhre            | Défenseur      | Sparta Warriors         |
| +007, | Sander Engebråten            | Défenseur      | BIK Karlskoga           |
| +012, | Noah Steen - A               | Attaquant      | Örebro HK               |
| +013, | Petter Vesterheim            | Attaquant      | Malmö Redhawks          |
| +017, | Eirik Østrem Salsten         | Attaquant      | HC Energie Karlovy Vary |
| +018, | Thomas Olsen                 | Attaquant      | Jukurit Mikkeli         |
| +019, | Håvard Østrem Salsten        | Attaquant      | Storhamar Dragons       |
| +021, | Martin Johnsen               | Attaquant      | Mora IK                 |
| +022, | Martin Rønnild               | Attaquant      | Storhamar Dragons       |
| +024, | Jacob Berglund               | Attaquant      | Storhamar Dragons       |
| +026, | Patrick Elvsveen             | Attaquant      | Stavanger ishockeyklubb |
| +027, | Andreas Martinsen - A        | Attaquant      | Storhamar Dragons       |
| +028, | Michael Brandsegg-Nygård     | Attaquant      | Skellefteå AIK          |
| +030, | Tobias Normann               | Gardien de but | Frölunda HC             |
| +031, | Jonas Arntzen                | Gardien de but | Örebro HK               |
| +032, | Mathias Schjerpen Arnkværn   | Gardien de but | Vålerenga ishockey      |
| +037, | Markus Vikingstad            | Attaquant      | Eisbären Berlin         |
| +039, | Simen Andre Edvardsen        | Attaquant      | BIK Karlskoga           |
| +043, | Max Krogdahl                 | Défenseur      | Djurgårdens IF          |
| +047, | Adrian Saxrud-Danielsen      | Défenseur      | Storhamar Dragons       |
| +054, | Sander Hurrod                | Défenseur      | Storhamar Dragons       |
| +071, | Eskild Bakke Olsen           | Attaquant      | Linköping HC            |
| +072, | Stian Solberg                | Défenseur      | Gulls de San Diego      |
| +078, | Emil Martinsen Lilleberg - C | Défenseur      | Lightning de Tampa Bay  |

## Résultats

### Jeux olympiques
- 1920-1948 - Non qualifiés
- 1952 - 9e place
- 1956-1960 - Non qualifiés
- 1964 - 10e place (2e de la poule B)
- 1968 - 11e place (3e de la poule B)
- 1972 - 8e place
- 1976 - Non qualifiés
- 1980 - 11e place
- 1984 - 12e place
- 1988 - 12e place
- 1992 - 9e place
- 1994 - 11e place
- 1998-2006 - Non qualifiés
- 2010 - 10e place
- 2014 - 12e place
- 2018 - 8e place
- 2022 - Non qualifiés

### Championnats du monde
Les Jeux olympiques d'hiver tenus entre 1920 et 1968 comptent également comme les championnats du monde .Durant les Jeux Olympiques de 1980, 1984 et 1988 il n'y a pas eu de compétition du tout.
- 1930-1934 - Ne participe pas
- 1937 - 9e place
- 1938 - 13e place
- 1939 - Ne participe pas
- 1940-1945 - Seconde guerre mondiale
- 1947 - Ne participe pas
- 1949 - 8e place
- 1950 - 6e place
- 1951 - 4e place
- 1952 - 9e place
- 1953 - Ne participe pas
- 1954 - 8e place
- 1955 - Ne participe pas
- 1956 - 11e place (2e de la poule B)
- 1957 - Ne participe pas
- 1958 - 7e place
- 1959 - 8e place
- 1960 - Non qualifié aux Jeux Olympiques
- 1961 - 10e place
- 1962 - 5e place
- 1963 - 9e place (1re de la poule B)
- 1964 - Résultats des Jeux Olympiques
- 1965 - 8e place
- 1966 - 12e place (4e de la poule B)
- 1967 - 11e place (3e de la poule B)
- 1968 - Résultats des Jeux Olympiques
- 1969 - 11e place (5e de la poule B)
- 1970 - 9e place (3e de la poule B)
- 1971 - 10e place (4e de la poule B)
- 1972 - 13e place (7e de la poule B)
- 1973 - 15e place (1re de la poule C)
- 1974 - 13e place (7e de la poule B)
- 1975 - 15e place (1re de la poule C)
- 1976 - 11e place (3e de la poule B)
- 1977 - 12e place (4e de la poule B)
- 1978 - 14e place (6e de la poule B)
- 1979 - 12e place (4e de la poule B)
- 1981 - 14e place (6e de la poule B)
- 1982 - 12e place (4e de la poule B)
- 1983 - 12e place (4e de la poule B)
- 1985 - 15e place (7e de la poule B)
- 1986 - 17e place (1re de la poule C)
- 1987 - 10e place (2e de la poule B)
- 1989 - 9e place (1re de la poule B)
- 1990 - 8e place
- 1991 - 10e place (2e de la poule B)
- 1992 - 10e place
- 1993 - 9e place
- 1994 - 11e place
- 1995 - 10e place
- 1996 - 10e place
- 1997 - 12e place
- 1998 - 21e place (5e de la poule B)
- 1999 - 12e place
- 2000 - 10e place
- 2001 - 15e place
- 2002 - 3e de la Division I, Groupe B
- 2003 - 2e de la Division I, Groupe B
- 2004 - 2e de la Division I, Groupe A
- 2005 - 1re de la Division I, Groupe A
- 2006 - 11e place
- 2007 - 14e place
- 2008 - 8e place
- 2009 - 11e place
- 2010 - 9e place
- 2011 - 6e place
- 2012 - 8e place
- 2013 - 10e place
- 2014 - 12e place
- 2015 - 11e place
- 2016 - 10e place
- 2017 - 11e place
- 2018 - 13e place
- 2019 - 12e place
- 2020 - Annulé en raison du coronavirus
- 2021 - 13e place
- 2022 - 13e place
- 2023 - 13e place
- 2024 - 11e place
- 2025 - 12e place

Note :  Promue ;  Reléguée

## Classement mondial
| Année     | Rang | Points | Progression |
| --------- | ---- | ------ | ----------- |
| 2003      | 20   | 2 535  |             |
| 2004      | 21   | 2 265  | -1          |
| 2005      | 18   | 2 105  | +3          |
| Mai 2006  | 15   | 2 780  | +3          |
| 2007      | 14   | 2 780  | +1          |
| 2008      | 12   | 2 735  | +2          |
| 2009      | 11   | 2 745  | +1          |
| Fév. 2010 | 11   | 3 270  | ±0          |
| Mai 2010  | 11   | 3 305  | ±0          |
| 2011      | 9    | 3 175  | +2          |
| 2012      | 8    | 2 960  | +1          |

| Année     | Rang | Points | Progression |
| --------- | ---- | ------ | ----------- |
| 2013      | 9    | 2 885  | -1          |
| Fév. 2014 | 9    | 3 350  | ±0          |
| Mai 2014  | 10   | 3 265  | -1          |
| 2015      | 11   | 2 990  | -1          |
| 2016      | 11   | 2 765  | ±0          |
| 2017      | 9    | 2 535  | +2          |
| Fev. 2018 | 9    | 3 310  | ±0          |
| Mai 2018  | 9    | 3 270  | ±0          |
| 2019      | 11   | 3 005  | -2          |
| 2020      | 11   | 2765   | ±0          |
| 2021      | 11   | 2490   | ±0          |

## Équipe junior moins de 20 ans

### Championnats du monde junior
La Norvège participe au Championnat du monde junior pour la première fois en 1979. 
- 1979 - 8e place
- 1980 - 3e place du Groupe B
- 1981 - 2e place du Groupe B
- 1982 - 1re place du Groupe B
- 1983 - 8e place
- 1984 - 4e place du Groupe B
- 1985 - 5e place du Groupe B
- 1986 - 2e place du Groupe B
- 1987 - 2e place du Groupe B
- 1988 - 1re place du Groupe B
- 1989 - 7e place
- 1990 - 6e place
- 1991 - 8e place
- 1992 - 3e place du Groupe B
- 1993 - 2e place du Groupe B
- 1994 - 2e place du Groupe B
- 1995 - 5e place du Groupe B
- 1996 - 3e place du Groupe B
- 1997 - 4e place du Groupe B
- 1998 - 7e place du Groupe B
- 1999 - 6e place du Groupe B
- 2000 - 4e place de Division I Groupe B
- 2001 - 4e place de Division I Groupe A
- 2002 - 2e place de Division I Groupe A
- 2003 - 3e place de Division I Groupe B
- 2004 - 2e place de Division I Groupe B
- 2005 - 1re place de Division I Groupe A
- 2006 - 10e place
- 2007 - 5e place de Division I Groupe B
- 2008 - 3e place de Division I Groupe A
- 2009 - 3e place de Division I Groupe B
- 2010 - 1re place e Division I Groupe B
- 2011 - 5e place
- 2012 - 3e place de Division IA
- 2013 - 1re place de Division IA
- 2014 - 10e place
- 2015 - 2e place de Division IA
- 2016 - 4e place de Division IA
- 2017 - 6e place de Division IA
- 2018 - 1re place de Division IB
- 2019 - 3e place de Division IA
- 2020 - 4e place de Division IA
- 2021 - Annulé en raison du coronavirus
- 2022 - 3e place de Division IA
- 2023 - 1re place de Division IA
- 2024 - 10e place
- 2025 - 3e place de Division IA

## Équipe des moins de 18 ans

### Championnats du monde moins de 18 ans
L'équipe des moins de 18 ans participe dès la première édition.
- 1999 - 10e place
- 2000 - 1re place du groupe B
- 2001 - 9e place
- 2002 - 11e place
- 2003 - 1re place de Division 1, groupe A
- 2004 - 10e place
- 2005 - 1re place de Division 1, groupe B
- 2006 - 10e place
- 2007 - 3e place de Division 1, groupe B
- 2008 - 1re place de Division 1, groupe B
- 2009 - 9e place
- 2010 - 1re place de Division 1, groupe A
- 2011 - 9e place
- 2012 - 2e place de Division 1, groupe A
- 2013 - 2e place de Division IA
- 2014 - 2e place de Division IA
- 2015 - 4e place de Division IA
- 2016 - 5e place de Division IA
- 2017 - 4e place de Division IA
- 2018 - 5e place de Division IA
- 2019 - 4e place de Division IA
- 2020 - Annulé en raison du coronavirus
- 2021 - Annulé en raison du coronavirus
- 2022 - 2e place de Division IA
- 2023 - 9e place
- 2024 - 9e place
- 2025 - 9e place